# 欧布洛斯
欧布洛斯（英語：Eubulus (statesman)），（前405年—前335年），古希腊雅典政治家之一，他凭借理财而出名，公元前355年始为人所知，此后直至公元前346年为雅典最著名的政治人物。他曾担任公众娱乐基金的主要负责人，管理雅典财政，并对其他财政部门的活动进行干预。他的努力使雅典经济在不加重租税负担的前提下得以恢复，在其领导下，舰队实力有所加强，船坞和要塞也有所完善。因为其在财政政策中坚持雅典中立的理念，故他对马其顿的腓力二世的行动采取姑息迁就的态度，因而受到反动派狄摩西尼的坚决抵制。他在公元前346年雅典与腓力二世的和议中扮演了重要角色（即《斐洛克拉特和约》），此后，他的威望扫地。

## 扩展阅读
- 本条目包含来自公有领域出版物的文本: Chisholm, Hugh (编).  (第11版). London: Cambridge University Press. 1911.
- Oxford Classical Dictionary, 2nd edition (Oxford 1996): Eubulus.